# Mijt (munt)
Een mijt of myt was een kleine middeleeuwse munt.
Er waren twee soorten mijten: Brabantse mijten en Vlaamse mijten. Het onderscheid ging terug op de monetaire unificatie van Filips de Goede die in 1433-1434 de relatie tussen het Vlaamse en Brabantse rekenmuntstelsel vastlegde op een ratio van 2:3. De Vlaamse mijt was dus anderhalf keer zoveel waard als de Brabantse. In een stuiver gingen 72 Brabantse en 48 Vlaamse mijten.
De mijt komt nog voor in uitdrukkingen als: "Ik geef er geen miete voor" en "Ik vind er geen miete aan".

## Bron
- K. Lemmens (1998) Rekenmunt en courant geld in: Jaarboek 1998 van het Europees Genootschap voor Munt- en Penningkunde Online versie